# Pol (Hiszpania)
Pol – gmina w Hiszpanii, w prowincji Lugo, w Galicji, o powierzchni 125,9 km². W 2011 roku gmina liczyła 1794 mieszkańców.